# Аєрс-Гроув (Пенсільванія)
Аєрс-Гроув (англ. Eyers Grove) — переписна місцевість (CDP) в США, в окрузі Колумбія штату Пенсільванія. Населення — 102 особи (2020).

## Географія
Аєрс-Гроув розташований за координатами 41°5′47″ пн. ш. 76°31′11″ зх. д. / 41.09639° пн. ш. 76.51972° зх. д. (41.096280, -76.519760).  За даними Бюро перепису населення США в 2010 році переписна місцевість мала площу 0,57 км², з яких 0,56 км² — суходіл та 0,01 км² — водойми.

## Демографія
Згідно з переписом 2010 року, у переписній місцевості мешкало 105 осіб у 45 домогосподарствах у складі 27 родин. Густота населення становила 183 особи/км².  Було 47 помешкань (82/км²).
Расовий склад населення:
| - 99,0 % — білих - 1,0 % — чорних або афроамериканців |

До двох чи більше рас належало 0,0 %. Частка іспаномовних становила 1,0 % від усіх жителів.
За віковим діапазоном населення розподілялося таким чином: 21,9 % — особи молодші 18 років, 64,8 % — особи у віці 18—64 років, 13,3 % — особи у віці 65 років та старші. Медіана віку мешканця становила 38,5 року. На 100 осіб жіночої статі у переписній місцевості припадало 101,9 чоловіків;  на 100 жінок у віці від 18 років та старших — 100,0 чоловіків також старших 18 років.
За межею бідності перебувало 25,6 % осіб, у тому числі 77,8 % дітей у віці до 18 років та 29,2 % осіб у віці 65 років та старших.
Цивільне працевлаштоване населення становило 51 особа. Основні галузі зайнятості: роздрібна торгівля — 25,5 %, інформація — 17,6 %, транспорт — 13,7 %, освіта, охорона здоров'я та соціальна допомога — 13,7 %.